# 劉紫鳳
劉紫鳳（英語：Kenix Lau，1982年5月10日—）是香港的新聞從業員。她2005年畢業於香港浸會大學傳理學院廣播新聞系:135，畢業前曾於無綫新聞實習:135，期間受到高層的讚賞，其後轉職電視廣播有限公司旗下附屬公司銀河衛視的新聞頻道（現為無綫收費電視無綫新聞台）擔任兼職主播。2005年2月轉職有線新聞擔任主播至2020年11月底為止。
2007年，劉紫鳳同一眾有線女主播受到電話性騷擾和恐嚇，警方迅速破案。
2009年7月，劉紫鳳與其他九位主播王春媚、莊安宜、王巧、關善茹、王靜茵、王沛然、曾美華、張曉雯及游安怡出版《有線主播點．線．面》。
2010年12月底，劉紫鳳與無線主播潘蔚林結婚，並於2014年3月誕下兒子。
2020年12月1日，受有線四人幫風波影響，劉紫鳳當日在工作時收到有線新聞通知被即時解僱，原定於當日中銀播放也都被切換，需要即日離開任職十六年的有線新聞部。
2022年10月，劉紫鳳轉投鳳凰衛視香港台任主播兼外電記者。

## 外部連結
- 劉紫鳳的Facebook專頁
- 劉紫鳳的Instagram帳戶